# ابن شعبة الحراني
أبو محمّد الحسن بن عليّ بن الحسين بن شُعبة الحَرّانيّ عالم دين ومحدث شيعي من أعلام القرن الرابع الهجري.

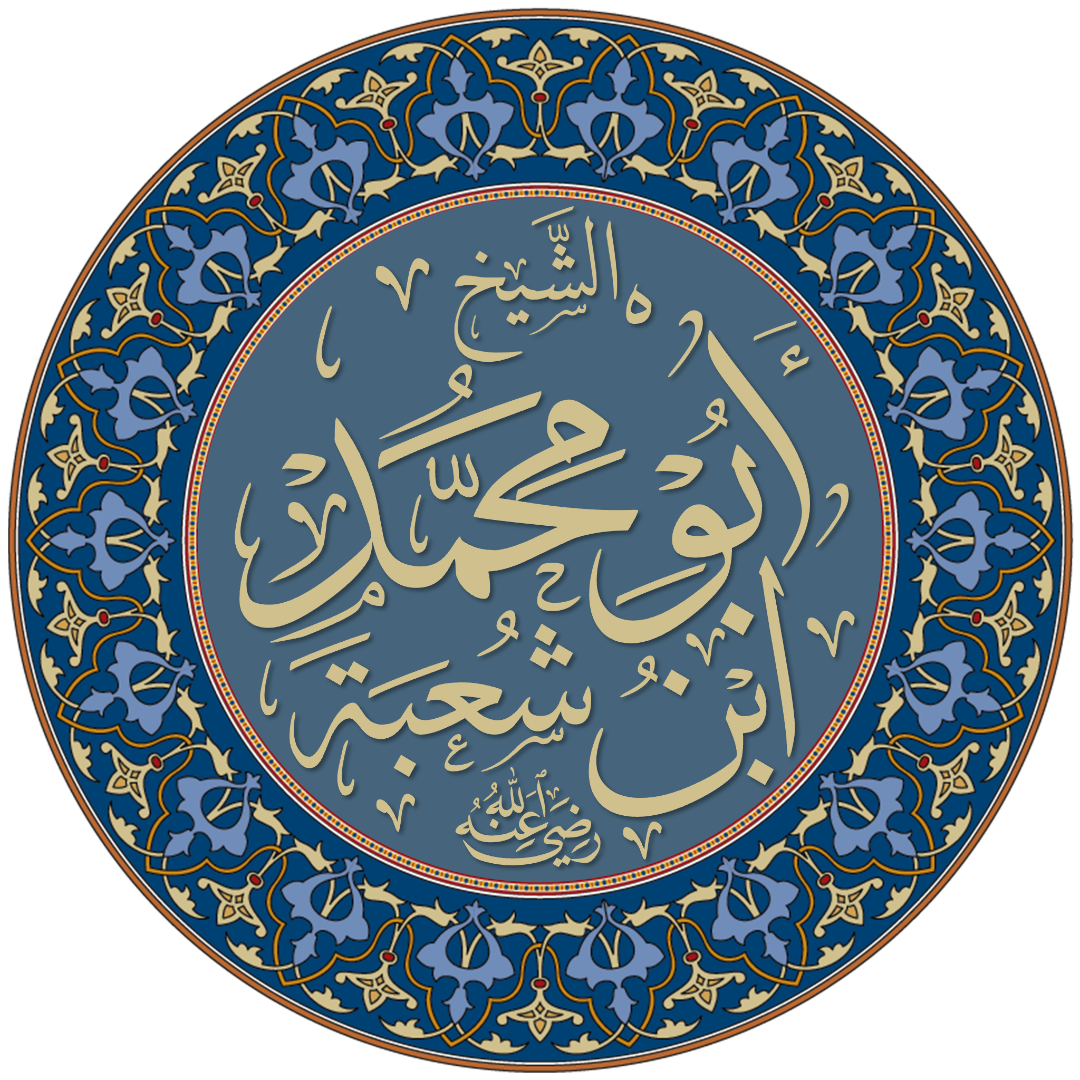
تخطيط لاسم ابن شعبة ملحوقاً بالترضي عليه

## إشارة
كان ابن شعبة الحرّاني مجهولاً ولمدة قرون بين الإمامية، إلی حد لم يذكر اسم هذا الفقيه والمحدّث الفاضل في «فهرست» الشيخ والنجاشي والشيخ منتجب الدين، وفي «معالم» ابن شهر آشوب وفي غيرها، إلی أن نقل الشيخ إبراهيم القطيفي رواية في كتاب «الوافية في يقين الفرقة الناجية» عن «مجالس المؤمنين» للتستري نقلاً عن الحرّاني في كتابه «التمحيص». وبعد هذا أصبح الحرّاني موضع اهتمام علماء الشيعة.

## عصر الثقافة الإسلامية الذهبي
أطلق على القرن الرابع الهجري اسم عصر الثقافة الإسلامية الذهبي بسبب تطور وازدهار العلوم في حواضر العالم الإسلامي، وذلك في دولة آل بويه والسامانيين محبّي العلم وسادة الحكم في العالم الإسلامي، وأصبح العلم والعلماء موضع اهتمام هؤلاء الحكام، فتطورت كثير من العلوم تطوراً ملحوظاً، ومن جملة هذه العلوم: الطب والكيمياء والرياضيات والنجوم والفقه والحديث، وبرز علماء كبار.
وخلال هذه المدة وبسبب وجود الحماية لأهل العلم، ومنهم المحدّثون، وأمان الطرق وسهولة الذهاب والإياب إلی المراكز العلمية، ووجود آلاف الأحاديث في حافظة الناس وفي كراريسهم، انتشر الحديث بشكل واسع، واتخذت أساليب جديدة في نسخ الكتب وكتابتها. وفي هذا القرن انتشرت الأطروحة الجديدة في رواية الحديث، حيث جازت بها رواية الحديث للراوي بدون أن يسافر وبدون أن يری الْمُحْدَث ويسمع منه الحديث ويأخذ منه إجازة الرواية. وحلّت قراءة كتب الأخبار محل أسفار القرون الماضية، وبالتدريج تكوّن علم الحديث. وفي هذه الفترة كان المحدّثون يعتبرون من أفضل العلماء، وكانوا يعدّون من الرجال الأعاظم. ومن المستجدات في علم الحديث في هذا القرن تأسيس أصول نقد الحديث وتكامله، وعرض اصطلاحاته الخاصة به، وفي هذا القرن ـ ولأول مرة ـ قسّم الرواة إلی قسمين:
- الدرجة الاولی من الرواة الذين كانوا يعرّفون بهذه الاصطلاحات: الثقة، المتقي، الحجة، الحافظ
- الدرجة الثانية من الرواة وهم الذين يعرّفون بهذه الاصطلاحات: صدوق، مصدّق، لابأس به. وكذلك قسّمت الأحاديث إلی ثلاثة أقسام، وهي: الصحيح، الحسن، الضعيف. وكان هذا التقسيم اساساً للتقسيمات التي حصلت بعد ذلك.

ومن ناحية اُخری وقعت في هذا القرن وفي المجتمع الشيعي حادثة مهمة، وهي غيبة الإمام المعصوم، وانقطع اتصال الشيعة المباشر وغير المباشر بالإمام، وكان ذلك في سنة (329هـ.ق). إلی هذا الزمان كان اتصال علماء الشيعة بالإمام صمام أمان للشيعة أمام تحديات المخالفين والاعداء؛ لامكان الاتصال المباشر وغير المباشر بالإمام الذي هو مصدر السنة، وفي كل مسألة تعرض عليهم يسألون عن حكمها من الإمام.
ولكن عندما انقطع هذا الاتصال واجه المجتمع الشيعي حوادث جديدة، منها احتمال نسيان أو تحريف اخبار وروايات النبي والائمة:. فقام الفقهاء والمحدّثون – الذين اصبحوا نوّاب الإمام وقاموا مقامه في غيبته امثال ثقة الإسلام الكليني والشيخ الصدوق ـ بجمع الأحاديث والروايات وتدوينها في كتب روائية. فهذه الجهود هي التي حفظت التعاليم الشيعية من المخاطر المختلفة في طول التاريخ. ومن بين هذه الجهود ما قام به ابن شعبة الحرّاني من اطروحة جديدة في جمع الأحاديث، فتصدّی لجمع حكم ومواعظ النبي والائمة غير الإمام الثاني عشر: في كتاب «تحف العقول»، فكان موضع اهتمام الفقهاء والعلماء.

## الشيعةفي زمان ابن شعبة الحرّاني
منذ وفاة النبي إلی سنة ثلاثمئة تقريباً كان وضع الشيعة متأزماً، والحوادث الجارية عليهم مؤلمة. وقد حاولت الدولة الأموية والعباسية إن تحدّ وتمنع من نفوذ الائمة: وتأثّر الناس بهم واتصال الشيعة بهم، فوجّهوا الضغط عليهم وحدّوا من حرياتهم ونشاطهم. ولكن في اواسط القرن الرابع تخلّصوا ـ إلی حد كبير ـ من هذه القيود؛ وذلك لأنّ الفاطميين ـ وهم من الشيعة الإسماعيلية ـ أسسوا دولة قوية لهم في مصر وقلّصوا من سلطة الدولة العباسية الشاملة.
هذا من ناحية ومن ناحية اُخری تسلط سيف الدولة الحمداني الشيعي علی الحكم في الشام. وكذلك رفع الغوریون والصفاريون والطاهريون والعلويون المازندرانيین لواء الاستقلال.
وأهم من كل هذا ظهور دولة آل بويه الذين كانوا يعدّون من الشيعة.
هذه العوامل والأرضيات صارت سبباً لقيام الشيعة باظهار عقائدهم، وتأسيس الجمعيات والحوزات العلمية ونشر معارف أهل البيت:، وأدّت إلی تكامل وتطور العلوم الشيعية إلی حد كبير، كالفقه والكلام والحديث الشيعي، بحيث كانت آثار هذا العصر يعدّ دائماً من أهم المصادر الحديثية والكلامية الشيعية.
وفي هذا المجال ألّف الشيخ الصدوق كتاب «من لايحضره الفقيه»، وثقة الإسلام الكليني كتاب «الكافي»، وروّج الشيخ المفيد النزعة العقلية بين الشيعة. وألّف السيد المرتضی أول كتاب في اصول الفقه وهو «الذريعة».

## ولادته ودراسته
كان ابن شعبة من مدينة «الحران»، وهي تقع في طريق الموصل والشام والروم، وأهل هذه المدينة من الصابئة. وقد ظهر فيها كثير من علماء الرياضیات والاطباء قبل الإسلام وبعده، وكان أكثر مترجمي كتب الحكمة والطب في عصر «نهضة الترجمة» من أهل هذه المدينة.
ويقال: إنّ «حرّان» معرّب «هاران» أخو إبراهيم الذي بنی هذه المدينة. وقيل: إنّ «حرّان» أول مدينة بنيت بعد طوفان نوح..
ولد «الحسن بن علي» في بيئة وجوٍ علمي من هذا القبيل.
أمّا تاريخ ولادته فلم ينقل في كتب التراجم عنه شيء. نعم في المصادر التاريخية أنّه كان حياً قبل سنة (381 هـ.ق).
أمّا دراسته: فبسبب رغبته في رواية أحاديث أهل البيت: نجده أهتم بعلم الحديث. وتلمّذ في الفقه عند علماء عصره وتبحّر فيه، بحيث كان العلماء المتأخرون عنه يسمّونه بالفقيه الفاضل. ولكن – للأسف – لم يذكر شيء في الكتب التاريخية عن مكان ومقدار وكيفية دراسته.

## شخصيته العلمية والاخلاقية
كثير من العلماء قالوا بأنّ الحرّاني كان عالماً فاضلاّ عاملاً، وكان موضع اهتمام العلماء في الفقه والحديث، خصوصاً وإن كتابيه «تحف العقول» و«التمحيص» يدلاّن علی تبحّره في علم الحديث، وعلی وثاقته في نقل الحديث، بحيث إنّ العلامة المجلسي يری أن رواياته مقبولة بالرغم من عدم ذكره لسند الروايات. أو أنّ الشيخ الانصاري يبدأ كتابه القيم «المكاسب» برواية من «تحف العقول» حول الصناعات والتجارات والبيع ووجوه حلالها وحرامها.
وعندما نلقي نظرة علی مقدمة «التحف» والروايات والمناجات والوصايا الواردة فيها نجد أنه جمع فيه الروايات الاخلاقية والحكمة والحقوقية باسلوب جديد، بحيث كانت تستفيد منها المحافل العلمية، وتنقل علی منابر الوعظ والمجالس الاخلاقية، وهذا بنفسه يحكي عن مقامه العلمي الرفيع وتقواه.

## أساتذة الحرّاني
استفاد الحرّاني من فقهاء ومحدّثي عصره، وتبحّر في الفقه وعلم الحديث، بحيث إنّ كل العلماء الذين ذكروه وصفوه بالفقيه المحدّث الفاضل الشيعي. ومع الأسف ليست لدينا معلومات عن دراسته وأساتذته إلاّ القليل. وقد أشاروا فقط إلی تتلمذه عند أبي علي محمد بن الإمام المحدث والفقيه الكبير الشيعي، وأنّه أخذ منه اجازة الرواية.
أبوعلي محمد بن الهمام الكاتب الاسكافي وهو من علماء ومحدّثي النصف الأول في القرن الرابع، ومن كبار مشايخ الشيعة في بغداد (المتوفي 332). تعلّم الفقه والحديث عند كبار المفاخر، مثل أحمد بن بشر. وقد ربّی جمعاً من الفقهاء والمحدّثين المشاهير امثال ابن قولويه والشيخ الصدوق وابن شعبة الحرّاني، ومن آثاره كتاب «الانوار في تاريخ الائمة».

## تلامذة الحرّاني
ليست لدينا معلومات تذكر عن تدريسه وجلسات درسه، علی الرغم من تبحّره وعمقه العلمي الذي كان يتمتع به في الفقه والحديث، وهذا ما اعترف به العلماء المتأخرون عنه، اِلآّ أنه لابد أنه أن نذكر بأن مجلس درسه كان عامراً، وكان يحضره طلاب اذكياء، وقد أخفی التاريخ عنّا تلامذته عدا الشيخ المفيد.
محمد بن محمد بن النعمان العكبري البغدادي، المعروف بالشيخ المفيد (المتوفی 412) من كبار فقهاء ومتكلمي الشيعة، أنقذ شيعة زمانه من التفرقة والاوضاع المؤسفة وأوصلهم الی قمة العزة، وقد اعترف بعلمه وفضله علماء الخاصة والعامة. وفي الواقع يعتبر الشيخ المفيد مؤسس مدرسة النزعة العقلية لدی الشيعة، حيث قام بتوسعة المذهب الشيعي ونشره. ويعدّ الحرّاني من مشايخه في الرواية عنه.

## منزلة الحرّاني عند العلماء
ذكر الحرّاني كثير من أصحاب العلم بالتعظيم والفضل والعلم. وقبلوا رواياته غير المسندة في «تحف العقول». يقول الشيخ المفيد تلميذه في ضمن تمجيده ومدحه ـ حول كتابه «تحف العقول»: «تحف العقول كتاب لم يسمع الدهر بمثله».
ويقول الشيخ إبراهيم القطيفي ـ من علماء القرن العاشر ـ في كتاب «الوافية» عند نقل رواية عن «التمحيص»: «... العالم الفاضل العامل الفقيه ابومحمد الحسن بن علي بن شعبة الحرّاني...».
وقال الشيخ الحر العاملي حول «التحف» ـ في أمل الآمل بعد مدح مؤلفه بالفاضل والمحدّث ـ: «حسن كثير الفوائد مشهور».
ويقول العلامة المجلسي حول «التحف»: «نظم هذا الكتاب يدل علی علو شأن المؤلف، واكثره في المواعظ والاصول المعلومة التي لاتحتاج الی السند».
وقال الميرزا عبد الله الافندي الاصفهاني في «رياض العلماء» في الحرّاني: «عالم، فقيه، محدّث».
وقال فيه الميرزا محمدباقر الخوانساري في «روضات الجنات»: «فاضل فقيه، ومتبحّر نبيه، ومترفع وجيه، له كتاب تحف العقول... معتمد عليه عند الاصحاب».
وذكر السيد حسن الصدر في «تأسيس الشيعة» الحرّاني بقوله: «الشيخ أبو محمد الحسن بن علي... شيخنا الاقدم وامامنا، له كتاب تحف العقول، كتاب جليل لم يصنّف مثله».
ويقول السيد محمد الأمين في «اعيان الشيعة»: «هو فقيه محدّث جليل القدر من متقدمي اصحابنا».
وذكره الشيخ عباس القمي في كتابيه «الكنی والالقاب» و«الفوائد الرضوية»، قال في الاخير «ابومحمد حسن بن علي بن شعبة الحرّاني، فاضل محدّث، عالم عامل، فقيه جليل، صاحب كتاب تحف العقول».
وقال أيضاً في فضله وعلمه علماء آخرون.

## مؤلفات الحرّاني
بقي من آثار الحرّاني كتابان حديثيان:
أحدهما: «تحف العقول»: يقول علی أكبر الغفاري – محقق ومترجم هذا الكتاب إلی الفارسية ـ: «يشتمل علی سلسلة من اللآلي المختارة في الحكمة، وهو كشكول في المواعظ والوعد والوعيد والنصائح وأحسن الوصايا والخطب والاقوال المنتخبة وجواهر من الادب التي تحلي مذاق الحكيم، ويرفع لهث الظمآن».
ويقول الحرّاني في مقدمة هذا الكتاب حول هدفه من تأليفه: «ورأيت من تقدّم من علماء الشيعة قد ألّفوا عن النبي والائمة عليهم السلام: في الحلال والحرام والفرائض والسنن... ولم ينته إلی علماء الشيعة في هذه المعاني تأليف أقف عنده ولا كتاب اعتمد عليه وأستغني به... فجمعت ما كانت هذه سبيله وأضفت اليه ما جانسه وما ضاهاه وشاكله وساواه من خبر غريب أو معنی حسن...».
ولمعرفة هذا الكتاب والاستفادة منه استفادة وافية، وفيما يلي خصوصياته:
1.إن سلسلة سند رواياته محذوفة؛ وذلك – كما قال المؤلف – للاختصار، ولأنّ اكثرها في الآداب والحكم، فهی خير شاهد علی صحته.
2.إنه يشتمل علی روايات في الآداب والحكم والمواعظ المنقولة عن النبي والائمة عليهم السلام: عدا الإمام الثاني عشر عجل‌الله تعالی فرجه.
3.إن رواياته مأخوذة من مصادر معتبرة شيعية وسنية، ولهذا فانّ الكتاب مقبول عند الفريقين، ولا يختلف فيه أحد.
4.نظّمت الروايات فيه علی اساس ترتيب المعصومين:، فيبدأ بالنبي وينتهي بالإمام الحسن العسكري.
5.ورد في نهاية الكتاب مناجاة موسی وعيسی8، ومواعظ عيسی المذكورة في الإنجيل. مما قد يكون سبباً لإلفات نظر المسيحيين واليهود إليه.
6.مسك الختام في هذا الكتاب وصايا للمفضل بن عمر من اصحاب الإمام الصادق إلی الشيعة.
الكتاب الآخر: «التمحيص»
يشتمل هذا الكتاب علی روايات تتضمن مسائل هي محل ابتلاء المؤمن. وقد اعتمد عليه امثال العلامة المجلسي في «البحار» والفيض الكاشاني في «الوافي» وغيرهما. وقد وقع الترديد في انتساب هذا الكتاب إلی الحرّاني؛ نظراً إلی عدم معروفيته. وفي هذا المجال انقسم العلماء إلی من يقول بأنّه من تأليف الحرّاني، ومن يقول بأنّه من تأليف استاذه أبوعلي محمد بن الهمام.
المخالفون: ذهب العلامة المجلسي في البحار إلی أنّ هذا الكتاب من تأليف ابي علي محمد بن الهمام؛ ودليله وجود عبارة: «حدّثنا أبوعلي محمد بن الهمام» في اوائل روايات هذا الكتاب.
الموافقون: ذهب كثير من العلماء إلی أنّه من تأليف الحرّاني، منهم الشيخ إبراهيم القطيفي في «الفرقة الناجية»، ولهذا نری تلميذ المجلسي أن الميرزا عبد الله الافندي في «رياض العلماء» تأمل في نظر استاذه، فهو يعتقد أنّ القطيفي أقرب إلی عصر المؤلف وأعرف من صاحب البحار وغيره بمؤلف كتاب «التمحيص».
بالإضافة إلی أنّ علماء الرجال أمثال الشيخ الطوسي والنجاشي اللذين كانا قريبين من عصر أبي علي محمد بن الهمام لم يذكرا «التمحيص» في آثار أبي علي، فهذا دليل آخر علی أنّه من آثار الحرّاني. وذكر الشيخ الحر العاملي ـ أيضاً ـ بأنّ هذا الكتاب من تأليف الحرّاني.